# إليزابيث ك. ديلون
إليزابيث ك. ديلون (بالإنجليزية: Elizabeth K. Dillon) هي محامية وقاضية أمريكية، ولدت في 14 ديسمبر 1960 في أوماها في الولايات المتحدة.